# 51829 Williemccool
Williemccool (asteróide 51829) é um asteróide da cintura principal, a 2,1537123 UA. Possui uma excentricidade de 0,0545128 e um período orbital de 1 255,71 dias (3,44 anos).
Williemccool tem uma velocidade orbital média de 19,73452735 km/s e uma inclinação de 7,56593º.
Foi batizado em homenagem ao astronauta Willie McCool.